# Les Enquêtes de Kveta
Les Enquêtes de Kveta (Ach, ty vraždy!) est une série télévisée policière tchèque créé par Zdeněk Zelenka et diffusée du 24 octobre 2010 au 18 novembre 2012 par la Česká televize,.

## Synopsis
Květa Kalendová, excentrique avocate à la retraite, aide son petit-fils à résoudre plusieurs enquêtes de crimes. 

## Fiche technique
- Titre : Les Enquêtes de Kveta
- Titre original : Ach, ty vraždy!
- Réalisation : Zdeněk Zelenka
- Scénario : Zdeněk Zelenka, Halina Pawlowská
- Photographie : Peter Beňa
- Direction artistique : Dana Klempířová
- Musique : Jiří Škorpík
- Son : Petr Cechák
- Producteur : Ivana Jaroschy
- Costumes: Alena Schäferová
- Format : 1.78 : 1 - couleur - stéréo
- Pays : Tchéquie
- Sortie : 24 octobre 2010

## Distribution
- Jiřina Bohdalová : Květa Kalendová
- Petr Kostka (cs) : Dr Jindřich Foldyna
- Václav Jílek (cs) : lieutenant Kamil Kalenda
- František Němec (cs) : colonel Zdeněk Drtina
- Filip Blažek (cs) : lieutenant Emil Materna
- Jiří Plachý (cs) : Švehlík, l'horloger
- Josef Dvořák (cs) : Oldřich Vondrejs, sans-abri
- Jiří Schmitzer (cs) : Antonín Pilovaný, sans-abri
- Jan Hrušínský (cs) : Dr Aleš Truxa
- Viktor Preiss : Pr Ludvík Sodomka
- Martin Kraus (cs) : Filip Forejt, étudiant
- Jiří Štěpnička (cs) : major Pavel Dymák
- Libuše Švormová : Filoména Spurná
- Markéta Děrgelová (cs) : Kristýna Nitková
- Jan Čenský (cs) : Dr René Nitka
- Jaroslava Obermaierová : Amálie Šenkýřová
- Martin Dejdar (cs) : Jan Mansdorf, lobbyiste
- Jan Dolanský (cs) : Viktor Čumpelík, secrétaire
- Simona Postlerová (cs) : Ingrid Mansdorfová
- Martin Preiss : Walter
- Zdeněk Hruška (cs) : Richard
- Miroslav Etzler (cs) : Bittner
- Zdeněk Maryška (cs) : Eduard Křepinsk
- Pavel Rímský (cs) : Bořivoj Tomčala
- Jan Hofman (cs) : Patrik Sahula
- Jiří Dvořák (cs) : Herold Sahula